# Storiche suddivisioni amministrative in Sardegna

## Regno di Sardegna
Durante il Regno di Sardegna, con D.L. 12 agosto 1848 n. 245, la Sardegna fu ripartita in 3 Divisioni (Cagliari, Nuoro e Sassari) guidate da un Governatore; in 11 Province (Alghero, Cagliari, Cuglieri, Iglesias, Isili, Lanusei, Nuoro, Oristano, Ozieri, Sassari e Tempio Pausania) guidate da un Vice-Governatore; in 84 mandamenti (sedi di pretura e di collegi elettorali) e 363 comuni.
| Divisioni             | Provincie       |
| --------------------- | --------------- |
| Divisione di Cagliari | Cagliari        |
| Divisione di Cagliari | Iglesias        |
| Divisione di Cagliari | Isili           |
| Divisione di Cagliari | Lanusei         |
| Divisione di Cagliari | Oristano        |
| Divisione di Nuoro    | Cuglieri        |
| Divisione di Nuoro    | Nuoro           |
| Divisione di Sassari  | Alghero         |
| Divisione di Sassari  | Ozieri          |
| Divisione di Sassari  | Sassari         |
| Divisione di Sassari  | Tempio Pausania |

## Regno d'Italia
Sempre durante il regno sardo-piemontese con il successivo R.D. 23 ottobre 1859 n. 3702, il cosiddetto Decreto Rattazzi, la Sardegna fu suddivisa in 2 Province (Cagliari e Sassari), che divennero sede prima di Governatorato e poi di Prefettura; in 9 Circondari (Alghero, Cagliari, Iglesias, Lanusei, Nuoro, Oristano, Ozieri, Sassari e Tempio Pausania), che furono sede prima di Vice-Governatorato e poi di Sotto-Prefettura; in 91 mandamenti e 371 comuni. Ogni provincia era guidata da un Governatore (poi rinominato con il Regio Decreto n. 250 del 1860, Prefetto), nominato dal Re, coadiuvato da un vice-governatore, diretti dipendenti del Ministro dell'Interno, con un consiglio provinciale eletto dal governo, che fungeva da giudice amministrativo. Questa suddivisione, che si mantenne fino al 1927, fu attuata nel seguente modo:  
| Provincie             | Circondari                     | Anno | Mandamenti | Comuni | Superficie | Abitanti |
| --------------------- | ------------------------------ | ---- | ---------- | ------ | ---------- | -------- |
| Provincia di Cagliari | Circondario di Cagliari        | 1861 | 20         | 81     | 3.975,65   |          |
| Provincia di Cagliari | Circondario di Cagliari        | 1901 | 20         | 79     | 3.975,65   |          |
| Provincia di Cagliari | Circondario di Cagliari        | 1926 | 20         | 78     | 3.975,65   |          |
| Provincia di Cagliari | Circondario di Iglesias        | 1861 | 9          | 24     | 2.839,65   |          |
| Provincia di Cagliari | Circondario di Iglesias        | 1901 | 9          | 24     | 2.839,65   |          |
| Provincia di Cagliari | Circondario di Iglesias        | 1926 | 9          | 24     | 2.839,65   |          |
| Provincia di Cagliari | Circondario di Lanusei         | 1861 | 10         | 49     | 3.346,40   |          |
| Provincia di Cagliari | Circondario di Lanusei         | 1901 | 10         | 48     | 3.346,40   |          |
| Provincia di Cagliari | Circondario di Lanusei         | 1926 | 10         | 48     | 3.346,40   |          |
| Provincia di Cagliari | Circondario di Oristano        | 1861 | 19         | 107    | 3.253,52   |          |
| Provincia di Cagliari | Circondario di Oristano        | 1901 | 19         | 106    | 3.253,52   |          |
| Provincia di Cagliari | Circondario di Oristano        | 1926 | 19         | 106    | 3.253,52   |          |
| Provincia di Sassari  | Circondario di Alghero         | 1861 | 5          | 21     | 1.159,71   |          |
| Provincia di Sassari  | Circondario di Alghero         | 1901 | 5          | 20     | 1.159,71   |          |
| Provincia di Sassari  | Circondario di Alghero         | 1926 | 5          | 20     | 1.159,71   |          |
| Provincia di Sassari  | Circondario di Nuoro           | 1861 | 8          | 34     | 3.154,56   |          |
| Provincia di Sassari  | Circondario di Nuoro           | 1901 | 8          | 33     | 3.154,56   |          |
| Provincia di Sassari  | Circondario di Nuoro           | 1926 | 8          | 33     | 3.154,56   |          |
| Provincia di Sassari  | Circondario di Ozieri          | 1861 | 6          | 22     | 2.338,84   |          |
| Provincia di Sassari  | Circondario di Ozieri          | 1901 | 6          | 21     | 2.338,84   |          |
| Provincia di Sassari  | Circondario di Ozieri          | 1926 | 6          | 21     | 2.338,84   |          |
| Provincia di Sassari  | Circondario di Sassari         | 1861 | 10         | 24     | 1.878,67   |          |
| Provincia di Sassari  | Circondario di Sassari         | 1901 | 10         | 24     | 1.878,67   |          |
| Provincia di Sassari  | Circondario di Sassari         | 1926 | 10         | 24     | 1.878,67   |          |
| Provincia di Sassari  | Circondario di Tempio Pausania | 1861 | 4          | 9      | 2.143,17   |          |
| Provincia di Sassari  | Circondario di Tempio Pausania | 1901 | 5          | 9      | 2.143,17   |          |
| Provincia di Sassari  | Circondario di Tempio Pausania | 1926 | 5          | 10     | 2.143,17   |          |
| SARDEGNA              | SARDEGNA                       | 1861 | 91         | 371    | 24.090,17  |          |
| SARDEGNA              | SARDEGNA                       | 1901 | 92         | 364    | 24.090,17  |          |
| SARDEGNA              | SARDEGNA                       | 1926 | 92         | 364    | 24.090,17  |          |

Dal gennaio 1927, quando furono eliminati tutti i Circondari in Italia (così stabilì il Regio Decreto n. 1 del 2 gennaio 1927), fino al luglio 1974 la Sardegna fu suddivisa in 3 Province (Cagliari, Nuoro e Sassari) nel seguente modo:   
| Province              | Anno | Comuni | Superficie | Abitanti |
| --------------------- | ---- | ------ | ---------- | -------- |
| Provincia di Cagliari | 1936 | 118    | 9.298,02   |          |
| Provincia di Cagliari | 1948 | 149    | 9.297,41   |          |
| Provincia di Cagliari | 1951 | 160    | 9.297,41   |          |
| Provincia di Cagliari | 1971 | 173    | 9.297,58   |          |
| Provincia di Nuoro    | 1936 | 88     | 7.272,14   |          |
| Provincia di Nuoro    | 1948 | 99     | 7.272,15   |          |
| Provincia di Nuoro    | 1951 | 99     | 7.272,15   |          |
| Provincia di Nuoro    | 1971 | 102    | 7.272,17   |          |
| Provincia di Sassari  | 1936 | 72     | 7.519,27   |          |
| Provincia di Sassari  | 1948 | 74     | 7.519,44   |          |
| Provincia di Sassari  | 1951 | 75     | 7.519,44   |          |
| Provincia di Sassari  | 1971 | 81     | 7.519,78   |          |
| SARDEGNA              | 1936 | 278    | 24.089,43  |          |
| SARDEGNA              | 1948 | 322    | 24.089,00  |          |
| SARDEGNA              | 1951 | 334    | 24.089,00  |          |
| SARDEGNA              | 1971 | 356    | 24.089,53  |          |

## Repubblica Italiana
Dal 1927 in poi la Regione Sardegna ha cambiato per quattro volte l'assetto amministrativo della regione, sopprimendo e creando nuove provincie, fino ad arrivare alla configurazione attuale sancita dalla legge regionale nº 7 del 2021.

## Circoscrizioni giudiziarie e sedi di tribunale (circondari)
L'intero territorio regionale della Sardegna costituisce il distretto della Corte di appello di Cagliari, all'interno del quale si trovano i 6 tribunali, la cui circoscrizione territoriale di ciascuno viene definita circondario. I 6 tribunali sono organizzati, inoltre, con sezioni distaccate nei principali centri del circondario, spesso corrispondenti con la sede delle soppresse preture, il cui territorio veniva definito mandamento. Le sedi staccate per le figure e i servizi di Presidente del Tribunale, di Giudice delle Esecuzioni, di GIP, di GUP e la Procura della Repubblica fanno comunque riferimento al Tribunale con sede nel capoluogo di circondario. Per quanto concerne le Procure ordinarie la circoscrizione è quella del Tribunale ordinario cui afferiscono, così come per la Procura Distrettuale antimafia, la cui circoscrizione è rappresentata dal distretto della Corte d'Appello di Cagliari.
Articolazione territoriale
- Corte d'Appello di Cagliari
  - Tribunale di Cagliari
    - Sezione distaccata di Carbonia
    - Sezione distaccata di Iglesias
    - Sezione distaccata di Sanluri

  - Tribunale di Lanusei
  - Tribunale di Oristano
    - Sezione distaccata di Macomer
    - Sezione distaccata di Sorgono
- Corte d'Appello di Sassari (sezione distaccata della Corte d'Appello di Cagliari)
  - Tribunale di Nuoro
  - Tribunale di Sassari
    - Sezione distaccata di Alghero

  - Tribunale di Tempio Pausania
    - Sezione distaccata di La Maddalena
    - Sezione distaccata di Olbia

## Corte dei Conti e Tribunale Amministrativo Regionale
La Corte dei conti è un Organo dello stato di rilievo costituzionale, la cui legge la ricomprende tra gli organi ausiliari del Governo. È un organo con funzioni consultive, di controllo e giurisdizionali, e amministrative di controllo in materia di entrate e spese pubbliche. In Sardegna, con sede a Cagliari, si ha la Corte dei Conti con Sezione giurisdizionale, Procura Regionale, Sezione regionale di controllo e Sezioni Riunite. 
I Tribunali Amministrativi Regionali (TAR) sono organi di giurisdizione amministrativa, competenti a giudicare sui ricorsi proposti contro atti amministrativi da privati che si ritengono lesi (in maniera non conforme all'ordinamento giuridico) in un proprio interesse legittimo. Si tratta di giudici amministrativi di primo grado, le cui sentenze sono appellabili dinanzi al Consiglio di Stato.

## Suddivisione fiscale e tributaria
L'Agenzia delle entrate è così articolata:
- Direzione Regionale di Cagliari 
  - Direzione Provinciale di Cagliari
  - Ufficio Controlli di Cagliari
  - Ufficio territoriale di Cagliari 1
  - Ufficio territoriale di Caglari 2
  - Ufficio territoriale di Iglesias
    - Sportello di Carbonia

  - Ufficio territoriale di Sanluri
- Direzione Provinciale di Nuoro
  - Ufficio Controlli di Nuoro
  - Ufficio territoriale di Lanusei
  - Ufficio territoriale di Nuoro
    - Sportello di Isili
    - Sportello di Macomer
- Direzione Provinciale di Oristano
  - Ufficio Controlli di Oristano
  - Ufficio territoriale di Oristano
- Direzione Provinciale di Sassari
  - Ufficio Controlli di Sassari
  - Ufficio territoriale di Olbia
  - Ufficio territoriale di Ozieri
  - Ufficio territoriale di Sassari
    - Sportello di Alghero

  - Ufficio territoriale di Tempio Pausania